# Lituoloidea
Lituoloidea, tradicionalmente denominada Lituolacea, es una superfamilia de foraminíferos del suborden Lituolina y del orden Lituolida. Su rango cronoestratigráfico abarca desde el Devónico superior hasta la Actualidad.

## Discusión
Clasificaciones previas incluían Lituoloidea en el suborden Textulariina del orden Textulariida, o en el orden Lituolida sin diferenciar el Suborden Lituolina.

## Clasificación
Lituoloidea incluye a las siguientes familias:
- Familia Haplophragmoididae
- Familia Discamminidae
- Familia Sphaeramminidae
- Familia Lituolidae
- Familia Placopsilinidae
- Familia Ponceamminidae

Otras familias asignadas a Lituoloidea y clasificadas actualmente en otras superfamilias son:
- Familia Oxinoxisidae, ahora en la superfamilia Hormosinelloidea
- Familia Lituotubidae, ahora en la superfamilia Lituotuboidea
- Familia Nautiloculinidae, ahora en la superfamilia Nezzazatoidea
- Familia Mayncinidae, ahora en la superfamilia Nezzazatoidea